# Porte Saint-Pierre (Nantes)
Pour les articles homonymes, voir Porte Saint-Pierre.
La porte Saint-Pierre (appelée aussi porte du bastion Saint-Pierre ou Manoir Guéguen) est le vestige le mieux conservé des remparts de la ville de Nantes en France.

## Présentation
Datant du XVe siècle pour la partie basse et reposant sur des fondations d'époque gallo-romaine (IIIe siècle), intégrant également des vestiges des enceintes des IXe et XIIIe siècles, elle est située au débouché de la rue de l'Évêché donnant sur le cours Saint-Pierre et la place Maréchal-Foch, à proximité du chevet de la cathédrale Saint-Pierre-et-Saint-Paul
Protégée par un pont-levis jeté au-dessus des fossés creusés par Guy de Thouars, elle était alors flanquée de deux grosses tours, au nord celle « de Guy de Thouars » et au Sud celle « de l'évêché ». La demeure des évêques, longtemps voisine du château, avait en effet déménagé sur le flanc nord de la cathédrale après l'incendie de Nantes en 1118. Au début du XVIe siècle, l'évêque Guéguen choisit de se faire bâtir un logis au-dessus de la porte même. Une partie fut démolie lors du percement de la rue Royale (actuelle rue du Roi-Albert) au XVIIIe siècle.
Le roi Henri IV la franchit, dit-on, lorsqu'il pénétra dans la ville, en 1598, pour venir y signer l'Édit de Nantes. En effet, la route venant de Paris aboutissait à la porte Saint-Pierre.
Au XVIIIe siècle, le pont-levis fut remplacé par une chaussée de pierres pour faciliter l'accès aux Cours Saint-Pierre et Saint-André nouvellement aménagées.
Après la séparation de l'Église et de l'État, la porte Saint-Pierre, les bâtiments contigus et cheminées sont classés au titre des monuments historiques par arrêté du 17 septembre 1909, en même temps que le manoir de La Psallette situé de l'autre côté du chevet de la cathédrale.
En 1910, la porte Saint-Pierre est dégagé de l'ancien évêché.
Des années 1920 aux années 1960, le bâtiment accueillit le « Musée de Nantes par l'image » qui présentait en particulier une maquette du port. Depuis, les collections de ce musée ont été transférées au château des ducs de Bretagne.
Les façades de la porte ont fait l'objet d'une restauration complète qui s'est achevée au printemps 2014.

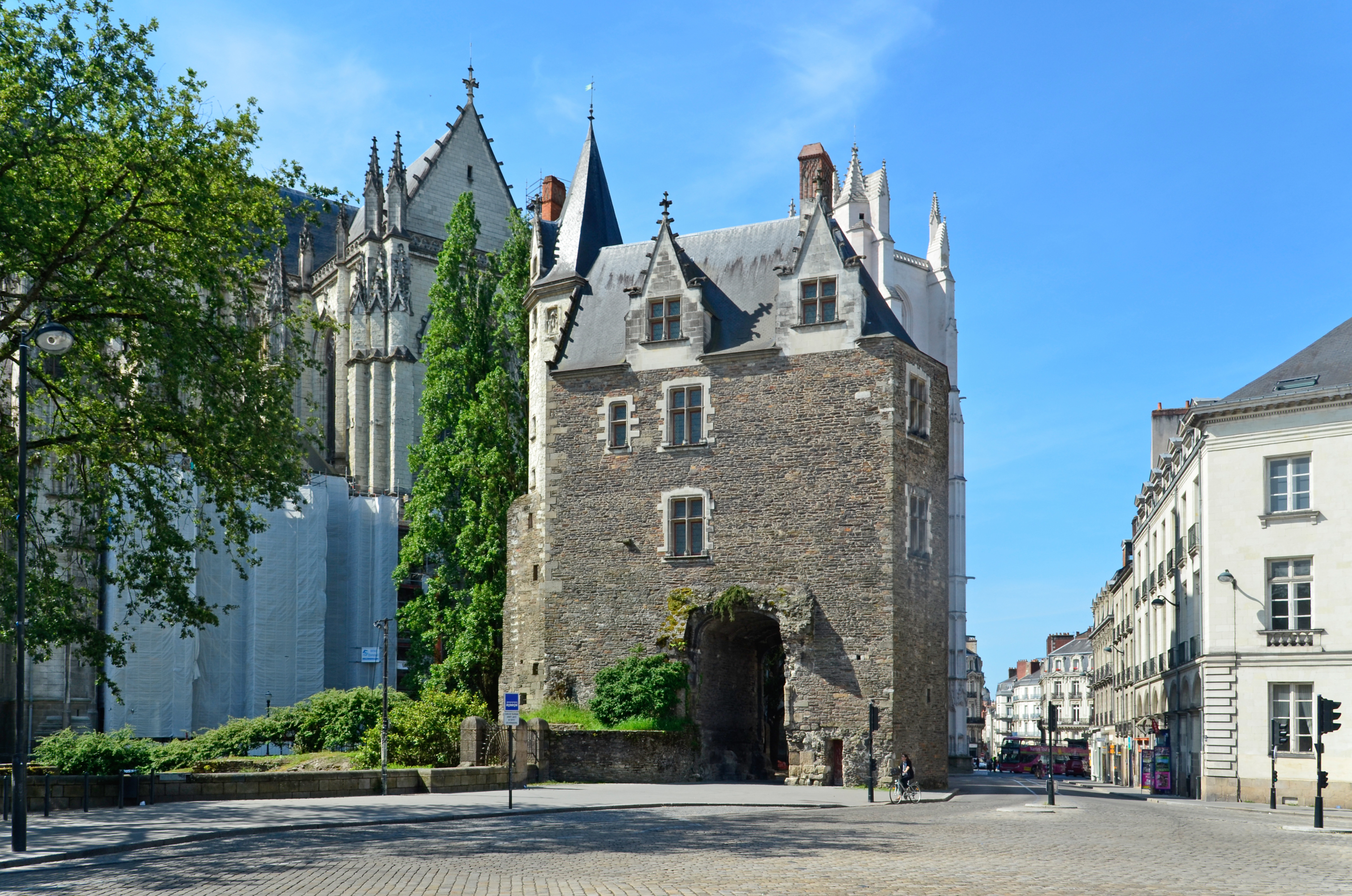
Face est avec la cathédrale en arrière-plan
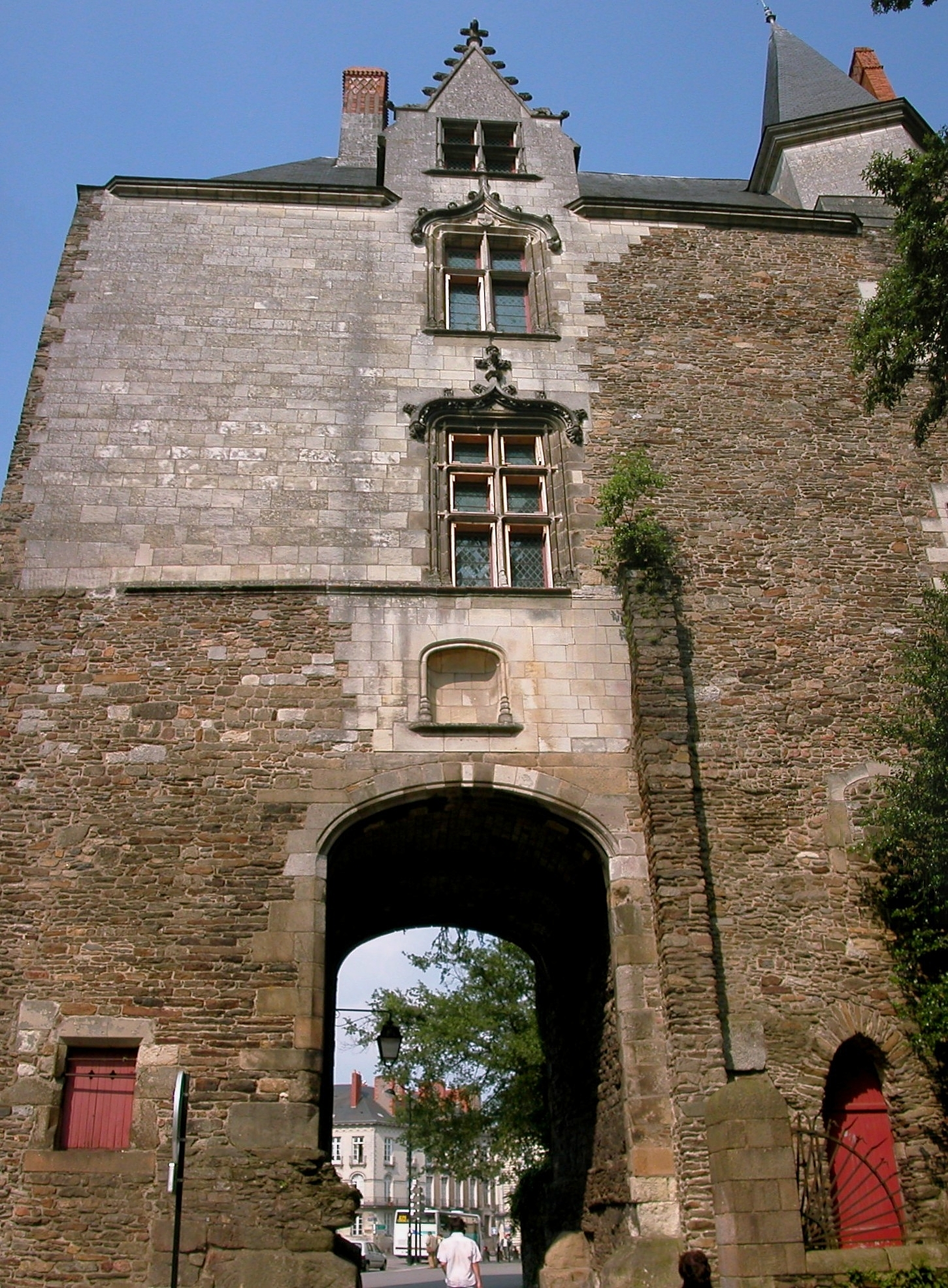
Face ouest de la porte (côté situé à l'intérieur de l'enceinte au Moyen Âge).